# بيتينا هايم
بيتينا هايم هي متزلجة فنية سويسرية، ولدت في 2 يوليو 1989 في هيراسايو في سويسرا.

## وصلات خارجية
- بيتينا هايم على موقع الاتحاد الدولي للتزلج (الإنجليزية)